# 大食植瓢蟲
大食植瓢蟲（学名：Epilachna maxima）为瓢蟲科食植瓢蟲屬下的一个种。其种加词“maxima”意为“大的”。